# Grand prix des jeunes lecteurs
 (juin 2024).
Le grand prix des jeunes lecteurs est un prix littéraire créé en 1985 par la PEEP, l'une des deux grandes fédérations de parents d'élèves. Le jury est composé de 25 élèves de 9 à 12 ans issus des CM2 et 6e de 600 classes participantes. Ils choisissent parmi une sélection de 10 ouvrages préalablement sélectionnés par un comité de lecture.
Il a été créé pour favoriser la lecture chez les jeunes et est parrainé par le ministère de l'Éducation nationale.
Depuis 2019, le prix récompense deux catégories d'âge : d'une part les CM1, CM2 et 6e, d'autre part les 5e, 4e et 3e.
Depuis la 40eme édition (2023/2024) le concours s'est ouvert à une nouvelle catégorie pour les élèves de seconde et première.

## Liste des lauréats
- 1986 : Katherine Paterson pour Le pont de Térabithia
- 1987 : Odile Weulersse pour Le Serment des Catacombes
- 1988 : Serge Dalens pour La blanche
- 1997 : Eric Boisset pour Le Grimoire d'Arkandias
- 2000 : Éric Simard pour Le souffle de la pierre d'Irlande (Magnard)
- 2002 : Fabrice Colin pour Les enfants de la lune
- 2003 : Evelyne Brisou-Pellen pour Les Enfants d'Athéna (Hachette)
- 2004 : Éric Simard pour L'Oracle d'Égypte (Mango)
- 2005 : Hélène Bréda pour La Prophétie des magycians (Milan)
- 2006 : Annie Pietri pour Carla aux mains d'or
- 2007 : Henriette Bichonnier pour Attention, voilà Tipota" (Bayard jeunesse), Timothée de Fombelle pour Tobie Lolness
- 2008 : Arthur Tenor pour Les messagères des abysses
- 2009 : Frédéric Lepage pour Le camp des éléphants
- 2010 : Christel Mouchard pour Le secret de la dame de jade
- 2011 : Florence Cadier pour Je ne t'oublierai jamais
- 2012 : Michael Morpurgo pour Loin de la ville en flammes
- 2013 : Pascal Ruter pour  Le cœur en braille[2]
- 2014 : Daniel Pennac pour Le roman d’Ernest et Célestine[3]
- 2015 : Guillaume Prévost pour Force noire[4]
- 2016 : Christel Mouchard pour L'Apache aux yeux bleus[5]
- 2017 : Flore Vesco pour Louis Pasteur contre les loups-garous (Didier Jeunesse)
- 2018 : Anne-Laure Bondoux pour L'aube sera grandiose (Gallimard Jeunesse)
- 2019 :
  - Catégorie CM1, CM2 et 6e : La légende des quatre (T. 1). Le clan des loups de Cassandra O'Donnell (Flammarion jeunesse)
  - Catégorie 5e, 4e et 3e : L'espoir sous nos semelles d'Aurore Gomez (Magnard Jeunesse)
- 2020 :
  - Catégorie CM1, CM2 et 6e : Ma fugue dans les arbres d'Alexandre Chardin (Magnard Jeunesse)
  - Catégorie 5e, 4e et 3e : 21 printemps comme un million d'années de Camille Brissot (Syros)
- 2021 :
  - Catégorie CM1, CM2 et 6e : #SauverLou de Muriel Zürcher (Didier Jeunesse)
  - Catégorie 5e, 4e et 3e : A quoi rêvent les étoiles de Manon Fargetton (Gallimard Jeunesse)
- 2022 :
  - Catégorie CM1, CM2, 6e: La carte des confins de Marie Reppelin (Pocket Jeunesse)
  - Catégorie 5e, 4e et 3e : Corps de fille de Marie Lenne-Fouquet (Talents Hauts)